# Rajasthan State Sports Council
Rajasthan State Sports Council (Športsko vijeće države Radžastan) je krovno tijelo u indijskoj saveznoj državi Radžastanu na državnoj razini, koje se bavi razvitkom športa i omogućavanje treniranja igračima iz ove države.
Utemeljila ga je 1957. vlada indijske savezne države Radžastana.

## Djelatnici
- Khushi Ram